# Paraphylax rubriornatus
Paraphylax rubriornatus är en stekelart som först beskrevs av Cameron 1905.  Paraphylax rubriornatus ingår i släktet Paraphylax och familjen brokparasitsteklar. Inga underarter finns listade i Catalogue of Life.